# John Richter
John Fritz Richter (ur. 12 marca 1937 w Filadelfii, zm. w marcu 1983) – amerykański koszykarz, występujący na pozycji silnego skrzydłowego, mistrz NBA z 1960.

## Osiągnięcia
Na podstawie, o ile nie znaleziono inaczej.
NCAA
- Mistrz:
  - turnieju konferencji Atlantic Coast (ACC – 1959)
  - sezonu zasadniczego konferencji ACC (1959)
- Zaliczony do:
  - I składu ACC (1959)
  - II składu:
    - All-American (1959 przez NABC, NEA)
    - ACC (1957, 1958)

EBA
- Wicemistrz EBA (1972)

NBA
- Mistrz NBA (1960)[1]